# El Hierro

El Hierro, cũng được gọi là Isla del Meridiano (nghĩa là hòn "Đảo Kinh tuyến"), là một hòn đảo nằm xa nhất về phía Nam cũng như về phía Tây thuộc quần đảo Canaris của Tây Ban Nha.

## Lịch sử
Tên đảo có xuất xứ từ tiếng địa phương của những người dân nguyên bản, người Guancis, sống tại đây. Ban đầu họ gọi tên đảo là Hero; sau khi bị Tây Ban Nha thôn tính nhiều lần cuối cùng thành ra El Hierro, tiếng Tây Ban Nha có nghĩa là "sắt". Tiếng Latinh gọi sắt là ferrum vì thế trong những ngôn ngữ khác như tiếng Pháp, tiếng Đức và tiếng Đan Mạch, cũng như trên các bản đồ có minh họa bằng tiếng Latinh thì tên của đảo còn được dùng một cách song song là Ferro.

## Địa hình
Đây là một hòn đảo đá và núi đá, có độ cao lớn nhất là 1.501 m nằm ở phần giữa đảo (Malpaso), có diện tích 278 km², và dân số khoảng 10.162 người (theo thống kê từ năm 2003).

## Động, Thực vật
Đảo El Hierro là nơi xuất xứ của một số loài động thực vật hiếm (Gallotia simonyi). Một số thông tin thêm về thực vật và đời sống của chúng ở trên đảo có thể tìm thấy trên trang www.hierro-flora.de

## Du lịch
Cũng như trên các đảo khác trong quần đảo Canaris, đảo El Hierro là điểm đến cho nhiều du khách. Tại đó có một phi trường nhỏ (ở Valverde) và được giao thông với Tenerife.

## Tổ chức hành chính
El Hierro là đảo thuộc huyện, Santa Cruz của Tenerife, Tây Ban Nha.